# Úlet (povídka)
Úlet (anglicky „Whacky“) je krátká vědeckofantastická povídka britského spisovatele Arthura C. Clarka z roku 1950.
Česky vyšla povídka ve sbírce Směr času (Polaris, 2002) v překladu Josefa Hořejšího. Je to jedna z nejkratších povídek autora, zabírá necelé dvě stránky A5. Vzhledem k tomu, že se jedná skutečně o „úlet“, nelze příběh jednoznačně interpretovat.